# この愛の始まりも 恋の終わりも
『この愛の始まりも 恋の終わりも』（このあいのはじまりもこいのおわりも）は谷村有美の初のコンピレーション・アルバム。1998年5月20日にSony Recordsから発売された。

## 概要
- 7枚目『愛する人へ〜A MON COEUR〜』～10枚目『Daybreak』の4枚のスタジオ・アルバムから、恋愛をテーマにした楽曲を選曲して収録されている。
- 9曲目「LOVE IS OVER」は弾き語り音源で収録。
- 10曲目「フリージア」は書き下ろしの新曲。
- 初盤のみデジパック仕様。

## 収録曲
| 全作詞・作曲: 谷村有美。 |                                          |           |            |              |      |
| #                        | タイトル                                 | 作詞      | 作曲・編曲 | 編曲         | 時間 |
| 1.                       | 「恋に落ちた」                           | 谷村有美  | 谷村有美   | 清水信之     | 5:35 |
| 2.                       | 「逆ふたまた」                           | 谷村有美  | 谷村有美   | （表記無し） | 4:17 |
| 3.                       | 「雪の朝」                               | 谷村有美  | 谷村有美   | 前嶋康明     | 3:51 |
| 4.                       | 「愛情と友情」                           | 谷村有美  | 谷村有美   | （表記無し） | 4:01 |
| 5.                       | 「圧倒的に片想い」                       | 谷村有美  | 谷村有美   | （表記無し） | 4:01 |
| 6.                       | 「FU・TA・MA・TA」                       | 谷村有美  | 谷村有美   | 佐藤準       | 4:35 |
| 7.                       | 「それでもあなたを愛してる」             | 谷村有美  | 谷村有美   | 佐藤準       | 5:10 |
| 8.                       | 「せめてもの I LOVE YOU」                | 谷村有美  | 谷村有美   | 桜井鉄太郎   | 4:43 |
| 9.                       | 「LOVE IS OVER （piano forte version）」 | 谷村有美  | 谷村有美   | （表記無し） | 4:47 |
| 10.                      | 「フリージア」                           | 谷村有美  | 谷村有美   | 前嶋康明     | 4:06 |
| 11.                      | 「あなたに出逢えて」                     | 谷村有美  | 谷村有美   | 前嶋康明     | 3:31 |
| 合計時間:                | 合計時間:                                | 合計時間: | 48:37      |              |      |